# Сонячний мікрорайон (Костянтинівка)
«Сонячний» — житловий мікрорайон Костянтинівки, розташований на лівому березі річки Кривий Торець, на південно-західних околицях. Є одним з наймолодших мікрорайонів Костянтинівки. Закладений на початку 80-х рр ХХ століття. Площа 2,1 км². Містить десятиповерхові, дев'ятиповерхові та п'ятиповерхові будинки. Також на території мікрорайону є недобудовані міська рада, кінотеатр, пожежна частина, два десятиповерхових будинки та один чотирнадцятиповерховий будинок. За час російського вторгнення в Україну мікрорайон «Сонячний» неодноразово підвергався російським обстрілам.

## Авіаудар 10 червня 2024 року
10 червня 2024 року російські війська завдали авіаудар по мікрорайону "Сонячний" у Костянтинівці. Авіабомба влучила будівлю колишньої "АТС". Шестеро мирних жителів отримали осколкові поранення: двоє чоловіків 47 й 65 років та четверо жінок 63, 82, 83, 88 років. Також було пошкоджено 16 багатоповерхових будинків, одну адміністративну будівлю та трансформатор. Донецька обласна прокуратура розпочала досудове розслідування за фактом порушення законів та звичаїв війни. 
| Авіаудар по Костянтинівці 10 червня 2024 року | Авіаудар по Костянтинівці 10 червня 2024 року |
| Частина російського вторгнення в Україну      | Частина російського вторгнення в Україну      |
| --------------------------------------------- | --------------------------------------------- |
|                                               |                                               |
| Місце атаки                                   | Костянтинівка, мікрорайон «Сонячний»          |
| Координати                                    | 48°30′20″ пн. ш.37°40′57″ сх. д.              |
| Дата                                          | 10 червня 2024 ~23:11 (UTC+3)                 |
| Зброя                                         | авіабомба КАБ-500                             |
| Загиблі                                       | немає                                         |
| Поранені                                      | 6 людей                                       |
| Організатори                                  | Путінський режим                              |
| Вбивці                                        | ЗС РФ                                         |